# 亮叶中南鱼藤
亮叶中南鱼藤（学名：Derris fordii var. lucida）为豆科鱼藤属下的一个变种。